# Bolesław Kudewicz
Bolesław Kudewicz (ur. 31 maja 1887 we Lwowie, zm. 31 marca 1957 w Kłodzku) – polski malarz, scenograf.

## Życiorys
Jego rodzicami byli Jan i Marianna Józefa Wiktoria z Gerasińskich Kudewiczowie. Początkowo uczył się we Lwowie w szkole malarstwa Stanisława Kaczora Batowskiego. Następnie studiował w krakowskiej Akademii Sztuk Pięknych u Stanisława Dębickiego i Jacka Malczewskiego. Po I wojnie światowej uczył rysunku w Krzemieńcu. Pracował jako scenograf w teatrach we Lwowie, Lublinie i Krakowie. Współpracował w wykonywaniu scenografii ze swoim kuzynem Józefem Wodyńskim (matki obu artystów były siostrami).
W 1925 i 1931 roku wyjechał do Francji, a w latach 1928 i 1935 do Włoch. W latach 1923–26 był scenografem i kierownikiem działu dekoracyjnego w Teatrze Miejskim w Łodzi, w 1926 pracował w Teatrze im. Słowackiego w Krakowie, natomiast w okresie 1926-1929 w Teatrze Miejskich we Lwowie, w sezonie 1935/36 ponownie w Teatrze Miejskim w Łodzi. Opracował scenografię m.in. do przedstawień takich jak: "Akropolis" (Kraków 1926), "Cyd" (Łódź 1924) oraz "Moralność pani Dulskiej" (Łódź 1936).
Projektował również tkaniny i plakaty. Wspólnie z Władysławem Strzemińskim i Karolem Hillerem uczył w 1932 roku na kursach malarskich dla rzemieślników rysunku, perspektywy, estetyki wnętrz, kostiumologii malarstwa teatralnego i kompozycji mebli. W czasie II wojny światowej przebywał we Lwowie i Kamieńcu Podolskim i malował portrety. W 1946 roku mieszkał krótko w Krakowie, a następnie osiadł w Kłodzku. Brał udział w wystawach w krakowskim Towarzystwie Przyjaciół Sztuk Pięknych w latach 1912 i 1928, we Lwowie w 1913 i 1917 roku oraz w Łodzi w roku 1924 w Miejskiej Galerii Sztuki i 1926 w wystawie Grupy Łodzian. Malował pejzaże, martwe natury i portrety.